# Laplands hongerbloempje
Het Laplands hongerbloempje (Draba lactea) is een plant die behoort tot de kruisbloemenfamilie (Cruciferae of Brassicaceae). De plant komt voornamelijk voor in het arctisch gebied. De botanische naam van de soort is gepubliceerd in 1817 door Adams.
De plant kan 2 tot 5 centimeter hoog worden. De bloemstelen zijn kaal en de bladeren hebben sterharen op hun oppervlakte.